# Molibdenski kofaktor
Molibdenski kofaktor je kofaktor je neophodan za aktivnost enzima kao što su sulfitna oksidaza, kaantinska oksidoreduktaza, i aldehidna oksidaza. On je koordinacioni kompleks formiran između molibdopterina i oksida molibdena.
Molibdopterini, se sintetišu iz guanozin trifosfata.
Molibdenski kofaktor funkcioniše direktno u enzimima etilbenzen dehodrogenaza, gliceraldehid-3-fosfat feredoksin oksidoreduktaza, i respiratorna arsenatna reduktaza